# Laval-Pradel
Laval-Pradel é uma comuna francesa na região administrativa de Occitânia, no departamento de Gard. Estende-se por uma área de 9 km². Em 2010 a comuna tinha 1 169 habitantes (densidade: 129,9 hab./km²).